# 브와디스와프 4세 바사
브와디스와프 4세 바사(폴란드어: Władysław IV Waza, 1595년 6월 9일 ~ 1648년 5월 20일)는 폴란드의 국왕(재위: 1632년 11월 8일 ~ 1648년 5월 20일)이며, 국가의 상처를 고치고 부왕 지그문트 3세 바사가 일으킨 문제들을 해결한 인기있는 군주였다. 완고한 성격을 지니고 폴란드 내부의 마찰을 일으킨 종교적 편견자로 알려졌다. 그는 루스 차르국과 북유럽의 변화 시기 동안에 폴란드를 안정시키는 것을 추구하였다.
크라쿠프 근처 워브주프(Łowzow)에서 태어나, 15세 때에 보리스 고두노프의 사망에 이어 일어난 루스 차르국의 동란 시기에 폴란드군이 모스크바를 점령할 동안에 부왕이 루스 차르국의 차르로서 청소년 선거를 교묘하게 다루었다. 그가 러시아 왕좌에 가장하는 데 결과가 나오지 않은 선거는 지그문트 3세 바사가 러시아 전체를 정복하여 인구를 로마 가톨릭으로 개종시키려 했던 계획의 실패가 원인 중의 하나였다. 젊은이로서 브와디스와프는 러시아군(1617년 ~ 1618년)과 오스만 제국(1621년)에 대항하는 작전에서 군사적 지도자로서 재능을 보였다.
1632년 부왕의 사망과 함께 폴란드 국왕 자리에 올랐다. 40,000명의 러시아군이 폴란드의 동부 국경지방을 건너 스몰렌스크에 포위공격을 가하자, 브와디스와프는 1633년 3월에 포위를 파멸시키고나서 1634년 2월에 러시아 사령관을 사로잡는 공세를 일으켰다. 폴랴노프 조약을 맺어 미하일 1세는 영토의 이른 할양을 폴란드에 확립하였고 브와디스와프의 차르 자리 포기에 20만 루블을 지불하기로 동의하였다.
그러고나서 브와디스와프는 그의 군대를 남부로 돌려 투르크 군대에게 그와 타협을 이루도록 시켰다. 폴란드와 오스만 제국은 각자의 코사크족과 타타르족 지배를 계속 유지하고, 두 나라가 몰다비아와 왈라키아에 공통으로 종주권을 나누기로 동의하였다.
30년 전쟁 중에 스웨덴의 어려움을 개척하는 전쟁이 터지고나서, 브와디스와프는 1635년 9월 스툼스도르프의 휴전에서 스웨덴으로부터 유리한 평화를 얻었다. 그러나 스웨덴 왕자리를 복권하는 여러 가지 방법을 찾는 데 실패하였다. 폴란드 국회의 노력에 의하여 국왕의 권력 확인과 그의 왕조 야망을 일부 제한하는 데 어려움을 겪었다.
1637년 신성로마제국 황제 페르디난트 3세의 누이이며 오스트리아의 체칠리아 레나타와 결혼하였다. 1640년 체칠리아 레나타가 그에게 아들 지그문트 카지미에시를 낳을 때, 1640년 브와디스와프는 다시 한번 자신의 권력을 주장하려 하였다. 독일과 스칸디나비아의 전쟁적 권력 사이에 중재를 시도하였으나 성과가 없었다. 그러자 그는 결국 그의 군사 지도자력이 없어서는 안 되기를 위하여 코사크족들을 이용하여 투르크군들에게 폴란드 공격을 일으키도록 하였다. 그 작전이 이루어지기 전에 자신의 계획이 실패하였고, 1647년 자기 아들의 사망으로 마음이 아팠던 브와디스와프는 코사크족들이 자신의 약속이 실현되지 않아, 폴란드의 규칙에 큰 반란을 일으킬 때 이듬해 5월 20일 리투아니아의 메르키네(Merkinė)에서 사망하였다.

## 같이 보기
- 황금의 자유